# Liste des monuments historiques de la Mayenne
Cet article recense les monuments historiques de la Mayenne, en France.

## Statistiques
Au 21 juillet 2025, la Mayenne compte 258 édifices comportant au moins une protection au titre des monuments historiques, dont 93 sont classés et 189 sont inscrits. Le total des monuments classés et inscrits est supérieur au nombre total de monuments protégés car plusieurs d'entre eux sont à la fois classés et inscrits.
- Haut – A
- B
- C
- D
- E
- F
- G
- H
- I
- J
- K
- L
- M
- N
- O
- P
- Q
- R
- S
- T
- U
- V
- W
- X
- Y
- Z

## Liste
Du fait du nombre de protections dans la seule commune de Laval, elle fait l'objet d'un article séparé : voir la liste des monuments historiques de Laval.
| Monument                                                         | Commune                                                                         | Adresse                                                                                    | Coordonnées                                   | Notice                                        | Protection                                    | Date                                          | Illustration                                                     |
| ---------------------------------------------------------------- | ------------------------------------------------------------------------------- | ------------------------------------------------------------------------------------------ | --------------------------------------------- | --------------------------------------------- | --------------------------------------------- | --------------------------------------------- | ---------------------------------------------------------------- |
| Église Notre-Dame d'Ambrières-les-Vallées                        | Ambrières-les-Vallées                                                           |                                                                                            | 48° 24′ 07″ nord, 0° 37′ 34″ ouest            | « PA00109454 »                                | Inscrit                                       | 1953                                          | Église Notre-Dame d'Ambrières-les-Vallées                        |
| Moulin de Champs                                                 | Ambrières-les-Vallées                                                           |                                                                                            | 48° 25′ 48″ nord, 0° 38′ 18″ ouest            | « PA00135552 »                                | Inscrit                                       | 1995                                          | Moulin de Champs                                                 |
| Château de la Cour                                               | Ampoigné                                                                        |                                                                                            | 47° 48′ 41″ nord, 0° 49′ 27″ ouest            | « PA00109455 »                                | Inscrit                                       | 1987                                          | Château de la Cour                                               |
| Grange seigneuriale de Chéripeau                                 | Ampoigné                                                                        |                                                                                            | 47° 49′ 24″ nord, 0° 51′ 03″ ouest            | « PA00109456 »                                | Inscrit                                       | 1987                                          | Grange seigneuriale de Chéripeau                                 |
| Château de Hauterive                                             | Argentré                                                                        |                                                                                            | 48° 05′ 38″ nord, 0° 38′ 58″ ouest            | « PA00109627 »                                | Inscrit                                       | 1989                                          | Château de Hauterive                                             |
| Château de la Motte-Henry                                        | Arquenay                                                                        |                                                                                            | 47° 58′ 23″ nord, 0° 35′ 15″ ouest            | « PA00109656 »                                | Inscrit                                       | 1991                                          | Image manquante Téléverser                                       |
| Monastère de Buron (couvent des Franciscains)                    | Azé                                                                             |                                                                                            | 47° 49′ 10″ nord, 0° 41′ 30″ ouest            | « PA00109457 »                                | Inscrit                                       | 1926                                          | Image manquante Téléverser                                       |
| Château de Montesson                                             | Bais                                                                            |                                                                                            | 48° 15′ 08″ nord, 0° 22′ 30″ ouest            | « PA00109458 »                                | Inscrit                                       | 1996                                          | Château de Montesson                                             |
| Église Notre-Dame-de-l'Assomption de Bais                        | Bais                                                                            |                                                                                            | 48° 15′ 03″ nord, 0° 21′ 49″ ouest            | « PA00109459 »                                | Inscrit                                       | 1989                                          | Église Notre-Dame-de-l'Assomption de Bais                        |
| Château des Linières                                             | Ballée                                                                          |                                                                                            | 47° 56′ 37″ nord, 0° 24′ 07″ ouest            | « PA00109460 »                                | Inscrit                                       | 2017                                          | Château des Linières                                             |
| Prieuré des Bonshommes (celle grandmontaine)                     | Ballots                                                                         |                                                                                            | 47° 52′ 35″ nord, 1° 03′ 35″ ouest            | « PA00109461 »                                | Inscrit                                       | 1988                                          | Image manquante Téléverser                                       |
| Château du Roseray                                               | Ballots                                                                         |                                                                                            | 47° 55′ 02″ nord, 1° 04′ 29″ ouest            | « PA00109462 »                                | Inscrit                                       | 1989                                          | Image manquante Téléverser                                       |
| Église Saint-Jean-Baptiste de Bannes                             | Bannes                                                                          |                                                                                            | 47° 58′ 54″ nord, 0° 21′ 09″ ouest            | « PA00109463 »                                | Inscrit                                       | 1958                                          | Église Saint-Jean-Baptiste de Bannes                             |
| Château de Thuré                                                 | La Bazouge-des-Alleux                                                           |                                                                                            | 48° 11′ 26″ nord, 0° 35′ 18″ ouest            | « PA00109464 »                                | Inscrit                                       | 1974                                          | Image manquante Téléverser                                       |
| Église Saint-Victeur de Bazougers                                | Bazougers                                                                       |                                                                                            | 48° 01′ 01″ nord, 0° 34′ 52″ ouest            | « PA00109465 »                                | Classé                                        | 1931                                          | Église Saint-Victeur de Bazougers                                |
| Menhir de la Hune                                                | Bazougers                                                                       | Le Pâtre                                                                                   | 48° 01′ 09″ nord, 0° 37′ 49″ ouest            | « PA00109466 »                                | Classé                                        | 1889                                          | Menhir de la Hune                                                |
| Pont muletier du moulin Fresnay                                  | Beaumont-Pied-de-Bœuf                                                           |                                                                                            | 47° 54′ 03″ nord, 0° 24′ 15″ ouest            | « PA00109643 »                                | Inscrit                                       | 1984                                          | Image manquante Téléverser                                       |
| Menhir du Faix-du-Diable                                         | La Bigottière                                                                   |                                                                                            | 48° 12′ 16″ nord, 0° 46′ 26″ ouest            | « PA00109469 »                                | Classé                                        | 1925                                          | Menhir du Faix-du-Diable                                         |
| Château de La Boissière                                          | La Boissière                                                                    |                                                                                            | 47° 46′ 57″ nord, 0° 58′ 34″ ouest            | « PA00109470 »                                | Inscrit                                       | 1987                                          | Château de La Boissière                                          |
| Chapelle de la Cassine                                           | Bonchamp-lès-Laval                                                              |                                                                                            | 48° 02′ 26″ nord, 0° 42′ 40″ ouest            | « PA00109471 »                                | Inscrit                                       | 1926                                          | Chapelle de la Cassine                                           |
| Église Saint-Blaise de Bonchamp-lès-Laval                        | Bonchamp-lès-Laval                                                              |                                                                                            | 48° 04′ 28″ nord, 0° 41′ 56″ ouest            | « PA00132707 »                                | Inscrit                                       | 1994                                          | Église Saint-Blaise de Bonchamp-lès-Laval                        |
| Pierre dressée du Haut-Bois                                      | Bouchamps-lès-Craon                                                             |                                                                                            | 47° 47′ 01″ nord, 0° 58′ 23″ ouest            | « PA00109628 »                                | Classé                                        | 1990                                          | Image manquante Téléverser                                       |
| Pierres de la Cahorie                                            | Bouchamps-lès-Craon                                                             |                                                                                            | 47° 47′ 32″ nord, 1° 00′ 05″ ouest            | « PA00109472 »                                | Inscrit                                       | 1989                                          | Pierres de la Cahorie                                            |
| Château du Bois-Jourdan                                          | Bouère                                                                          |                                                                                            | 47° 51′ 37″ nord, 0° 29′ 49″ ouest            | « PA00109473 »                                | Inscrit                                       | 1980 2022                                     | Image manquante Téléverser                                       |
| Château de la Vezouzière                                         | Bouère                                                                          |                                                                                            | 47° 51′ 01″ nord, 0° 28′ 07″ ouest            | « PA00109474 »                                | Inscrit                                       | 1977                                          | Image manquante Téléverser                                       |
| Cimetière de Bouère                                              | Bouère                                                                          |                                                                                            | 47° 51′ 57″ nord, 0° 28′ 37″ ouest            | « PA53000022 »                                | Inscrit                                       | 2005                                          | Cimetière de Bouère                                              |
| Château de Fresnay                                               | Le Bourgneuf-la-Forêt                                                           |                                                                                            | 48° 10′ 20″ nord, 0° 57′ 48″ ouest            | « PA00132709 »                                | Inscrit                                       | 1994                                          | Château de Fresnay                                               |
| Allée couverte du Petit Vieux Sou                                | Brecé                                                                           |                                                                                            | 48° 22′ 20″ nord, 0° 45′ 10″ ouest            | « PA00109475 »                                | Inscrit                                       | 1988                                          | Allée couverte du Petit Vieux Sou                                |
| Chapelle seigneuriale de Favières                                | Brecé                                                                           |                                                                                            | 48° 23′ 30″ nord, 0° 45′ 47″ ouest            | « PA00109648 »                                | Inscrit                                       | 1991                                          | Image manquante Téléverser                                       |
| Chapelle Saint-Jacques-et-Sainte-Anne de l'Écluse                | Brecé                                                                           | L'Écluse                                                                                   | 48° 23′ 20″ nord, 0° 47′ 25″ ouest            | « PA53000040 »                                | Inscrit                                       | 24 juin 2019                                  | Image manquante Téléverser                                       |
| Église Notre-Dame-de-l'Assomption de Brecé                       | Brecé                                                                           |                                                                                            | 48° 23′ 56″ nord, 0° 47′ 23″ ouest            | « PA00109629 »                                | Inscrit                                       | 1989                                          | Église Notre-Dame-de-l'Assomption de Brecé                       |
| Chapelle Sainte-Croix de Brée                                    | Brée                                                                            | Grande-Rue 3                                                                               | 48° 09′ 01″ nord, 0° 31′ 16″ ouest            | « PA53000001 »                                | Inscrit                                       | 1996                                          | Chapelle Sainte-Croix de Brée                                    |
| Château de la Courbe de Brée                                     | Brée                                                                            |                                                                                            | 48° 08′ 40″ nord, 0° 29′ 49″ ouest            | « PA00135553 »                                | Inscrit                                       | 1995                                          | Château de la Courbe de Brée                                     |
| Abbaye de Clermont                                               | La Brûlatte (également sur la commune d'Olivet)                                 |                                                                                            | 48° 05′ 50″ nord, 0° 56′ 03″ ouest            | « PA00109574 »                                | Inscrit                                       | 2022                                          | Abbaye de Clermont                                               |
| Château des Arcis                                                | Le Buret                                                                        |                                                                                            | 47° 56′ 03″ nord, 0° 31′ 06″ ouest            | « PA53000023 »                                | Inscrit                                       | 2006                                          | Image manquante Téléverser                                       |
| Grande Forge                                                     | Chailland                                                                       |                                                                                            | 48° 14′ 16″ nord, 0° 51′ 40″ ouest            | « PA00109655 »                                | Inscrit                                       | 1992                                          | Grande Forge                                                     |
| Château du Fresne                                                | Champéon                                                                        |                                                                                            | 48° 21′ 26″ nord, 0° 32′ 44″ ouest            | « PA00109476 »                                | Inscrit Classé                                | 1986 2008                                     | Château du Fresne                                                |
| Château des Vaux                                                 | Champéon                                                                        |                                                                                            | 48° 20′ 11″ nord, 0° 30′ 33″ ouest            | « PA00109477 »                                | Classé Inscrit                                | 1984                                          | Image manquante Téléverser                                       |
| Château de la Bellière                                           | Champfrémont                                                                    |                                                                                            | 48° 25′ 37″ nord, 0° 04′ 42″ ouest            | « PA00135554 »                                | Inscrit                                       | 1995                                          | Image manquante Téléverser                                       |
| Allée couverte de la Hamelinière                                 | Chantrigné                                                                      |                                                                                            | 48° 25′ 00″ nord, 0° 33′ 30″ ouest            | « PA00109478 »                                | Classé                                        | 1932                                          | Allée couverte de la Hamelinière                                 |
| Église Saint-Pierre-et-Saint-Paul de Chantrigné                  | Chantrigné                                                                      |                                                                                            | 48° 24′ 54″ nord, 0° 34′ 06″ ouest            | « PA00109479 »                                | Inscrit                                       | 1956                                          | Église Saint-Pierre-et-Saint-Paul de Chantrigné                  |
| Menhir du Grand Coudray                                          | Chantrigné                                                                      | Le Grand Colombier                                                                         | 48° 25′ 40″ nord, 0° 35′ 07″ ouest            | « PA00109480 »                                | Classé                                        | 1976                                          | Menhir du Grand Coudray                                          |
| Église Saint-Sixte de La Chapelle-Rainsouin                      | La Chapelle-Rainsouin                                                           |                                                                                            | 48° 05′ 54″ nord, 0° 31′ 11″ ouest            | « PA53000021 »                                | Inscrit                                       | 2005                                          | Église Saint-Sixte de La Chapelle-Rainsouin                      |
| Café de la Mairie                                                | Château-Gontier                                                                 | 24 place Paul-Doumer                                                                       | 47° 49′ 37″ nord, 0° 42′ 26″ ouest            | « PA00109630 »                                | Inscrit                                       | 1990                                          | Café de la Mairie                                                |
| Chapelle du Moulinet                                             | Château-Gontier                                                                 |                                                                                            | 47° 49′ 52″ nord, 0° 44′ 10″ ouest            | « PA00109467 »                                | Inscrit                                       | 1976                                          | Chapelle du Moulinet                                             |
| Chapelle Notre-Dame du Genêteil                                  | Château-Gontier                                                                 |                                                                                            | 47° 49′ 42″ nord, 0° 41′ 54″ ouest            | « PA00109481 »                                | Classé                                        | 1980                                          | Chapelle Notre-Dame du Genêteil                                  |
| Château de Château-Gontier                                       | Château-Gontier                                                                 | Rue du Théâtre                                                                             | 47° 49′ 33″ nord, 0° 42′ 14″ ouest            | « PA00109482 »                                | Inscrit                                       | 1930                                          | Château de Château-Gontier                                       |
| Couvent des Ursulines de Château-Gontier                         | Château-Gontier                                                                 | Rue Horeau                                                                                 | 47° 49′ 43″ nord, 0° 41′ 50″ ouest            | « PA00109483 »                                | Inscrit Classé Inscrit                        | 1987 1991 1992                                | Couvent des Ursulines de Château-Gontier                         |
| Église Saint-Jean-Baptiste de Château-Gontier                    | Château-Gontier                                                                 |                                                                                            | 47° 49′ 48″ nord, 0° 42′ 20″ ouest            | « PA00109484 »                                | Classé                                        | 1941                                          | Église Saint-Jean-Baptiste de Château-Gontier                    |
| Église de la Trinité                                             | Château-Gontier                                                                 |                                                                                            | 47° 49′ 42″ nord, 0° 41′ 52″ ouest            | « PA00109485 »                                | Classé                                        | 1969                                          | Église de la Trinité                                             |
| Halles de Château-Gontier                                        | Château-Gontier                                                                 | Rue Boulet-Lacroix Place de la République Place du Pilori Place Paul-Doumer                | 47° 49′ 37″ nord, 0° 42′ 23″ ouest            | « PA53000004 »                                | Inscrit                                       | 1997                                          | Halles de Château-Gontier                                        |
| Hôtel de Lantivy                                                 | Château-Gontier                                                                 | 26 rue Chevreul                                                                            | 47° 49′ 41″ nord, 0° 42′ 24″ ouest            | « PA00109486 »                                | Classé                                        | 1988                                          | Hôtel de Lantivy                                                 |
| Hôtel de Saint-Luc                                               | Château-Gontier                                                                 | 27, 29 rue Jean-Bourré                                                                     | 47° 49′ 39″ nord, 0° 42′ 17″ ouest            | « PA00109631 »                                | Inscrit                                       | 1989                                          | Hôtel de Saint-Luc                                               |
| Hôtel du Tertre de Sancé                                         | Château-Gontier                                                                 | 8, 23 rue du Bourg-Roussel                                                                 | 47° 49′ 39″ nord, 0° 42′ 19″ ouest            | « PA00125648 »                                | Inscrit                                       | 1993                                          | Hôtel du Tertre de Sancé                                         |
| Hôtellerie du Louvre                                             | Château-Gontier                                                                 |                                                                                            | 47° 49′ 46″ nord, 0° 42′ 03″ ouest            | « PA00109487 »                                | Inscrit                                       | 1987                                          | Hôtellerie du Louvre                                             |
| Maison à tourelle de la rue de la Harelle                        | Château-Gontier                                                                 | 1 rue de la Harelle                                                                        | 47° 49′ 42″ nord, 0° 42′ 11″ ouest            | « PA00109488 »                                | Inscrit                                       | 1952                                          | Maison à tourelle de la rue de la Harelle                        |
| Lycée Victor-Hugo                                                | Château-Gontier                                                                 |                                                                                            | 47° 49′ 40″ nord, 0° 41′ 54″ ouest            | « PA00135555 »                                | Inscrit                                       | 1995                                          | Lycée Victor-Hugo                                                |
| Manoir de Montviant                                              | Château-Gontier                                                                 |                                                                                            | 47° 50′ 19″ nord, 0° 43′ 43″ ouest            | « PA00109468 »                                | Inscrit                                       | 1975                                          | Manoir de Montviant                                              |
| Église Saint-Martin (caveau funéraire de la famille du Plessis)  | Châtillon-sur-Colmont                                                           | Place du Marché                                                                            | 48° 20′ 17″ nord, 0° 44′ 37″ ouest            | « PA53000034 »                                | Inscrit                                       | 2012                                          | Église Saint-Martin (caveau funéraire de la famille du Plessis)  |
| Château de Montecler                                             | Châtres-la-Forêt également sur Saint-Christophe-du-Luat                         |                                                                                            | 48° 07′ 37″ nord, 0° 25′ 47″ ouest            | « PA53000033 »                                | Inscrit                                       | 2011                                          | Château de Montecler                                             |
| Château de Saint-Ouen de Chemazé                                 | Chemazé                                                                         |                                                                                            | 47° 47′ 30″ nord, 0° 46′ 14″ ouest            | « PA00109489 »                                | Classé                                        | 1923 1944                                     | Château de Saint-Ouen de Chemazé                                 |
| Église Saint-Pierre de Molières                                  | Chemazé                                                                         |                                                                                            | 47° 45′ 11″ nord, 0° 44′ 51″ ouest            | « PA00109632 »                                | Inscrit                                       | 1989                                          | Église Saint-Pierre de Molières                                  |
| Maison du Porche                                                 | Chémeré-le-Roi                                                                  | Place de l'Église                                                                          | 47° 58′ 41″ nord, 0° 26′ 25″ ouest            | « PA00109490 »                                | Inscrit                                       | 1979                                          | Maison du Porche                                                 |
| Manoir de la Haie-Lair                                           | Chémeré-le-Roi                                                                  |                                                                                            | 47° 58′ 50″ nord, 0° 25′ 59″ ouest            | « PA00109491 »                                | Inscrit                                       | 1979                                          | Image manquante Téléverser                                       |
| Moulin de Thévalles                                              | Chémeré-le-Roi, Saulges                                                         |                                                                                            | 47° 58′ 14″ nord, 0° 25′ 02″ ouest            | « PA53000013 »                                | Inscrit                                       | 1999                                          | Moulin de Thévalles                                              |
| Le Grand Poillé                                                  | Contest                                                                         |                                                                                            | 48° 14′ 27″ nord, 0° 41′ 27″ ouest            | « PA00132706 »                                | Inscrit Classé                                | 1994 1996                                     | Le Grand Poillé                                                  |
| Église Notre-Dame de Cossé-en-Champagne                          | Cossé-en-Champagne                                                              |                                                                                            | 47° 57′ 46″ nord, 0° 20′ 02″ ouest            | « PA00109633 »                                | Classé                                        | 1992                                          | Église Notre-Dame de Cossé-en-Champagne                          |
| Archisculpture du musée Robert-Tatin                             | Cossé-le-Vivien                                                                 | La Frénousse                                                                               | 47° 55′ 59″ nord, 0° 53′ 48″ ouest            | « PA53000042 »                                | Inscrit                                       | 2022                                          | Archisculpture du musée Robert-Tatin                             |
| Salle de justice de l'Épinay                                     | Cossé-le-Vivien                                                                 |                                                                                            | 47° 56′ 54″ nord, 0° 56′ 57″ ouest            | « PA53000005 »                                | Inscrit                                       | 1997                                          | Image manquante Téléverser                                       |
| Menhir de Montcorbeau                                            | Couesmes-Vaucé                                                                  | Le Pré de l'Etang                                                                          | 48° 27′ 23″ nord, 0° 42′ 52″ ouest            | « PA00109492 »                                | Classé                                        | 1971                                          | Menhir de Montcorbeau                                            |
| Château de Craon                                                 | Craon                                                                           | Le Château La Ferme Le Manège Saint-Eutrope Route de Livré, la Grille de Bel-Air Le Rocher | 47° 51′ 09″ nord, 0° 57′ 01″ ouest            | « PA00109493 »                                | Classé Inscrit                                | 1971 1990                                     | Château de Craon                                                 |
| Grenier à sel de Craon                                           | Craon                                                                           | Impasse des Onguents                                                                       | 47° 50′ 48″ nord, 0° 57′ 01″ ouest            | « PA00109634 »                                | Inscrit                                       | 1989                                          | Grenier à sel de Craon                                           |
| Grenier à sel de Craon                                           | Craon                                                                           | Rue du Pavé                                                                                | 47° 50′ 51″ nord, 0° 57′ 30″ ouest            | « PA00109635 »                                | Classé                                        | 1991                                          | Grenier à sel de Craon                                           |
| Halles de Craon                                                  | Craon                                                                           | Place des Halles                                                                           | 47° 50′ 51″ nord, 0° 57′ 02″ ouest            | « PA00109494 »                                | Inscrit                                       | 1984                                          | Halles de Craon                                                  |
| Prieuré Saint-Clément                                            | Craon                                                                           |                                                                                            | 47° 50′ 43″ nord, 0° 57′ 41″ ouest            | « PA00109495 »                                | Inscrit                                       | 1989                                          | Prieuré Saint-Clément                                            |
| Clocher de l'ancienne église de La Cropte                        | La Cropte                                                                       |                                                                                            | 47° 57′ 31″ nord, 0° 29′ 39″ ouest            | « PA00109496 »                                | Classé                                        | 1978                                          | Clocher de l'ancienne église de La Cropte                        |
| Château de l'Escoublère                                          | Daon                                                                            |                                                                                            | 47° 45′ 45″ nord, 0° 36′ 58″ ouest            | « PA00109497 »                                | Classé                                        | 1927                                          | Château de l'Escoublère                                          |
| Château de Mortreux                                              | Daon                                                                            |                                                                                            | 47° 45′ 10″ nord, 0° 36′ 42″ ouest            | « PA00109498 »                                | Classé                                        | 1933                                          | Château de Mortreux                                              |
| Logis du Petit Marigné                                           | Daon                                                                            |                                                                                            | 47° 44′ 56″ nord, 0° 35′ 46″ ouest            | « PA53000006 »                                | Inscrit                                       | 1997                                          | Image manquante Téléverser                                       |
| Menhir de Désertines                                             | Désertines                                                                      | Place de l'Église                                                                          | 48° 28′ 05″ nord, 0° 52′ 03″ ouest            | « PA00109499 »                                | Classé                                        | 1924                                          | Menhir de Désertines                                             |
| Oppidum d'Entrammes                                              | Entrammes                                                                       |                                                                                            | 47° 59′ 42″ nord, 0° 44′ 03″ ouest            | « PA00109501 »                                | Classé Inscrit                                | 1978                                          | Image manquante Téléverser                                       |
| Thermes gallo-romains d'Entrammes                                | Entrammes                                                                       |                                                                                            | 47° 59′ 58″ nord, 0° 43′ 01″ ouest            | « PA00109500 »                                | Classé                                        | 1988                                          | Thermes gallo-romains d'Entrammes                                |
| Prieuré Sainte-Catherine de Varennes-l'Enfant                    | Épineux-le-Seguin                                                               |                                                                                            | 47° 56′ 26″ nord, 0° 19′ 25″ ouest            | « PA00135556 »                                | Inscrit                                       | 1995                                          | Prieuré Sainte-Catherine de Varennes-l'Enfant                    |
| Allée couverte de la Tardivière                                  | Ernée                                                                           | La Source                                                                                  | 48° 19′ 44″ nord, 0° 54′ 51″ ouest            | « PA00109502 »                                | Classé                                        | 1961                                          | Allée couverte de la Tardivière                                  |
| Chapelle Notre-Dame de Charné                                    | Ernée                                                                           |                                                                                            | 48° 17′ 49″ nord, 0° 55′ 08″ ouest            | « PA00109503 »                                | Classé Inscrit                                | 1964                                          | Chapelle Notre-Dame de Charné                                    |
| Dolmen de la Contrie                                             | Ernée                                                                           |                                                                                            | 48° 19′ 38″ nord, 0° 56′ 05″ ouest            | « PA00109504 »                                | Classé                                        | 1889                                          | Dolmen de la Contrie                                             |
| Abbaye Notre-Dame d'Évron                                        | Évron                                                                           |                                                                                            | 48° 09′ 24″ nord, 0° 24′ 12″ ouest            | « PA00109505 »                                | Classé Inscrit                                | 1840 1987                                     | Abbaye Notre-Dame d'Évron                                        |
| Chapelle Saint-Crépin d'Évron                                    | Évron                                                                           |                                                                                            | 48° 09′ 23″ nord, 0° 24′ 09″ ouest            | « PA00109506 »                                | Classé                                        | 1846                                          | Chapelle Saint-Crépin d'Évron                                    |
| Halles-mairie d'Évron                                            | Évron                                                                           |                                                                                            | 48° 09′ 14″ nord, 0° 24′ 05″ ouest            | « PA00109507 »                                | Inscrit                                       | 1985                                          | Halles-mairie d'Évron                                            |
| Moulin à vent des Gués                                           | Fontaine-Couverte                                                               |                                                                                            | 47° 54′ 06″ nord, 1° 09′ 00″ ouest            | « PA00109636 »                                | Inscrit                                       | 1989                                          | Moulin à vent des Gués                                           |
| Château de Poligny                                               | Forcé                                                                           |                                                                                            | 48° 02′ 17″ nord, 0° 42′ 23″ ouest            | « PA00109653 »                                | Inscrit                                       | 1992                                          | Image manquante Téléverser                                       |
| Château de Goué                                                  | Fougerolles-du-Plessis                                                          |                                                                                            | 48° 28′ 09″ nord, 0° 58′ 06″ ouest            | « PA00109509 »                                | Classé Inscrit                                | 1973                                          | Château de Goué                                                  |
| Château de Beaubigné                                             | Fromentières                                                                    |                                                                                            | 47° 52′ 22″ nord, 0° 41′ 23″ ouest            | « PA53000018 »                                | Inscrit                                       | 2002                                          | Image manquante Téléverser                                       |
| Château d'Erbrée                                                 | Fromentières                                                                    | Erbrée                                                                                     | 47° 52′ 56″ nord, 0° 40′ 35″ ouest            | « PA53000031 »                                | Inscrit                                       | 2010                                          | Image manquante Téléverser                                       |
| Menhir de la Roche                                               | Gorron                                                                          | Le Pré Neuf sous Vallons                                                                   | 48° 24′ 26″ nord, 0° 48′ 10″ ouest            | « PA00109510 »                                | Classé                                        | 1978                                          | Menhir de la Roche                                               |
| Logis du Bois                                                    | Grazay                                                                          |                                                                                            | 48° 17′ 02″ nord, 0° 28′ 33″ ouest            | « PA00135557 »                                | Inscrit                                       | 1995                                          | Logis du Bois                                                    |
| Moulin cavier de la Guénaudière                                  | Grez-en-Bouère                                                                  |                                                                                            | 47° 53′ 06″ nord, 0° 31′ 47″ ouest            | « PA00109511 »                                | Classé                                        | 1984                                          | Moulin cavier de la Guénaudière                                  |
| Château de Chelé                                                 | Hambers                                                                         |                                                                                            | 48° 13′ 55″ nord, 0° 25′ 44″ ouest            | « PA53000028 »                                | Inscrit                                       | 2010                                          | Château de Chelé                                                 |
| Église Saint-Gervais-et-Saint-Protais de Hambers                 | Hambers                                                                         |                                                                                            | 48° 15′ 16″ nord, 0° 25′ 05″ ouest            | « PA00109512 »                                | Inscrit                                       | 1954                                          | Église Saint-Gervais-et-Saint-Protais de Hambers                 |
| Château de la Rongère                                            | Houssay                                                                         |                                                                                            | 47° 54′ 30″ nord, 0° 43′ 00″ ouest            | « PA00109647 »                                | Classé                                        | 1991                                          | Image manquante Téléverser                                       |
| Menhir du Gué Péan                                               | Izé                                                                             | Le Tellier                                                                                 | 48° 14′ 53″ nord, 0° 17′ 32″ ouest            | « PA00109513 »                                | Classé                                        | 1978                                          | Image manquante Téléverser                                       |
| Église Saint-Jean-Baptiste de Javron                             | Javron-les-Chapelles                                                            |                                                                                            | 48° 25′ 04″ nord, 0° 20′ 19″ ouest            | « PA00109514 »                                | Classé                                        | 1931                                          | Église Saint-Jean-Baptiste de Javron                             |
| Sanctuaire de Jublains                                           | Jublains                                                                        |                                                                                            | 48° 15′ 38″ nord, 0° 29′ 55″ ouest            | « PA00109516 »                                | Classé                                        | 1912                                          | Sanctuaire de Jublains                                           |
| Site archéologique de Jublains                                   | Jublains                                                                        |                                                                                            | 48° 15′ 33″ nord, 0° 29′ 52″ ouest            | « PA00109515 »                                | Classé                                        | 1840                                          | Site archéologique de Jublains                                   |
| Théâtre de Jublains                                              | Jublains                                                                        |                                                                                            | 48° 15′ 17″ nord, 0° 29′ 39″ ouest            | « PA00109517 »                                | Classé                                        | 1917                                          | Théâtre de Jublains                                              |
| Château du Feu                                                   | Juvigné                                                                         |                                                                                            | 48° 12′ 23″ nord, 0° 59′ 14″ ouest            | « PA53000029 »                                | Inscrit                                       | 2010                                          | Château du Feu                                                   |
| Logis de la Teillais                                             | Laigné                                                                          |                                                                                            | 47° 49′ 43″ nord, 0° 51′ 21″ ouest            | « PA00109644 »                                | Inscrit                                       | 1990                                          | Image manquante Téléverser                                       |
| Manoir de Fontenelle                                             | Laigné                                                                          |                                                                                            | 47° 50′ 00″ nord, 0° 50′ 00″ ouest            | « PA00109518 »                                | Inscrit                                       | 1964                                          | Image manquante Téléverser                                       |
| Château de Mausson                                               | Landivy                                                                         |                                                                                            | 48° 26′ 57″ nord, 1° 03′ 45″ ouest            | « PA00109519 »                                | Classé                                        | 1912                                          | Château de Mausson                                               |
| Château du Bois Thibault                                         | Lassay-les-Châteaux                                                             |                                                                                            | 48° 26′ 52″ nord, 0° 30′ 11″ ouest            | « PA00109521 »                                | Classé                                        | 1925                                          | Château du Bois Thibault                                         |
| Château de Lassay                                                | Lassay-les-Châteaux                                                             |                                                                                            | 48° 26′ 20″ nord, 0° 30′ 00″ ouest            | « PA00109520 »                                | Classé Inscrit                                | 1862 1963 1964                                | Château de Lassay                                                |
| Couvent des Bénédictines                                         | Lassay-les-Châteaux                                                             |                                                                                            | 48° 26′ 10″ nord, 0° 29′ 44″ ouest            | « PA00109522 »                                | Inscrit                                       | 1988                                          | Couvent des Bénédictines                                         |
|                                                                  | Laval                                                                           | Voir Liste des monuments historiques de Laval                                              | Voir Liste des monuments historiques de Laval | Voir Liste des monuments historiques de Laval | Voir Liste des monuments historiques de Laval | Voir Liste des monuments historiques de Laval | Voir Liste des monuments historiques de Laval                    |
| Château de Levaré                                                | Levaré                                                                          |                                                                                            | 48° 24′ 54″ nord, 0° 54′ 33″ ouest            | « PA53000024 »                                | Inscrit                                       | 2006                                          | Image manquante Téléverser                                       |
| Église Notre-Dame-de-l'Assomption de Livré-la-Touche             | Livré-la-Touche                                                                 |                                                                                            | 47° 52′ 52″ nord, 0° 58′ 53″ ouest            | « PA00109553 »                                | Inscrit                                       | 1974                                          | Église Notre-Dame-de-l'Assomption de Livré-la-Touche             |
| Maison forte de l'Epronnière                                     | Livré-la-Touche                                                                 |                                                                                            | 47° 54′ 14″ nord, 1° 00′ 22″ ouest            | « PA00109554 »                                | Classé                                        | 1994                                          | Maison forte de l'Epronnière                                     |
| Église Saint-Aubin de Loigné-sur-Mayenne                         | Loigné-sur-Mayenne                                                              |                                                                                            | 47° 52′ 22″ nord, 0° 44′ 55″ ouest            | « PA00109555 »                                | Inscrit                                       | 1926                                          | Église Saint-Aubin de Loigné-sur-Mayenne                         |
| Logis seigneurial de Viaulnay                                    | Loigné-sur-Mayenne                                                              |                                                                                            | 47° 51′ 54″ nord, 0° 42′ 54″ ouest            | « PA00109649 »                                | Inscrit Classé                                | 1991 1996                                     | Image manquante Téléverser                                       |
| Église Saint-Martin                                              | Louvigné                                                                        |                                                                                            | 48° 03′ 26″ nord, 0° 37′ 49″ ouest            | « PA53000037 »                                | Inscrit                                       | 2018                                          | Église Saint-Martin                                              |
| Logis du Plessis                                                 | Marigné-Peuton                                                                  |                                                                                            | 47° 51′ 58″ nord, 0° 49′ 15″ ouest            | « PA00109556 »                                | Inscrit Classé                                | 1988 1993                                     | Logis du Plessis                                                 |
| Chapelle des Calvairiennes                                       | Mayenne                                                                         | Rue Guyard-de-la-Fosse                                                                     | 48° 18′ 20″ nord, 0° 37′ 23″ ouest            | « PA00109557 »                                | Classé                                        | 1967                                          | Chapelle des Calvairiennes                                       |
| Chapelle Saint-Léonard                                           | Mayenne                                                                         |                                                                                            | 48° 18′ 55″ nord, 0° 36′ 31″ ouest            | « PA00109560 »                                | Classé Inscrit                                | 1959 2003                                     | Chapelle Saint-Léonard                                           |
| Château de Mayenne                                               | Mayenne                                                                         |                                                                                            | 48° 18′ 10″ nord, 0° 37′ 05″ ouest            | « PA00109558 »                                | Inscrit                                       | 1927                                          | Château de Mayenne                                               |
| Église Saint-Martin de Mayenne                                   | Mayenne                                                                         |                                                                                            | 48° 18′ 06″ nord, 0° 36′ 54″ ouest            | « PA00109559 »                                | Inscrit                                       | 1984                                          | Église Saint-Martin de Mayenne                                   |
| Hôtel Chappedelaine                                              | Mayenne                                                                         | Place Cheverus                                                                             | 48° 18′ 22″ nord, 0° 37′ 20″ ouest            | « PA00109561 »                                | Inscrit                                       | 1929                                          | Hôtel Chappedelaine                                              |
| Palais de justice de Mayenne                                     | Mayenne                                                                         | 92 rue Charles-de-Gaulle                                                                   | 48° 18′ 19″ nord, 0° 37′ 08″ ouest            | « PA00132708 »                                | Inscrit                                       | 1994                                          | Palais de justice de Mayenne                                     |
| Église Saint-Pierre de Mée                                       | Mée                                                                             |                                                                                            | 47° 47′ 50″ nord, 0° 51′ 37″ ouest            | « PA00109650 »                                | Inscrit                                       | 1991                                          | Église Saint-Pierre de Mée                                       |
| Prieuré génovéfain de Mée                                        | Mée                                                                             |                                                                                            | 47° 47′ 49″ nord, 0° 51′ 35″ ouest            | « PA00109645 »                                | Inscrit                                       | 1990                                          | Prieuré génovéfain de Mée                                        |
| Château de Magnanne                                              | Ménil                                                                           |                                                                                            | 47° 45′ 56″ nord, 0° 41′ 20″ ouest            | « PA00109562 »                                | Classé                                        | 1958                                          | Château de Magnanne                                              |
| Château des Arcis                                                | Meslay-du-Maine                                                                 |                                                                                            | 47° 56′ 03″ nord, 0° 31′ 06″ ouest            | « PA00109563 »                                | Inscrit                                       | 2006                                          | Image manquante Téléverser                                       |
| Château du Rocher                                                | Mézangers                                                                       |                                                                                            | 48° 11′ 23″ nord, 0° 26′ 32″ ouest            | « PA00109564 »                                | Classé                                        | 1963                                          | Château du Rocher                                                |
| Logis seigneurial de la Grande Coudrière                         | Mézangers                                                                       |                                                                                            | 48° 12′ 42″ nord, 0° 25′ 11″ ouest            | « PA53000008 »                                | Inscrit                                       | 1997                                          | Image manquante Téléverser                                       |
| Menhir de la Boussardière                                        | Montaudin                                                                       |                                                                                            | 48° 22′ 00″ nord, 0° 57′ 22″ ouest            | « PA00109565 »                                | Classé                                        | 1921                                          | Menhir de la Boussardière                                        |
| Pierre Saint-Guillaume                                           | Montenay                                                                        | C.R. 78                                                                                    | 48° 17′ 02″ nord, 0° 51′ 17″ ouest            | « PA00109566 »                                | Classé                                        | 1889                                          | Pierre Saint-Guillaume                                           |
| Château de Bourgon                                               | Montourtier                                                                     |                                                                                            | 48° 13′ 23″ nord, 0° 33′ 40″ ouest            | « PA00132833 »                                | Inscrit Classé                                | 1994 1996                                     | Château de Bourgon                                               |
| Presbytère de Montourtier                                        | Montourtier                                                                     |                                                                                            | 48° 12′ 16″ nord, 0° 33′ 02″ ouest            | « PA00109567 »                                | Inscrit                                       | 1927                                          | Presbytère de Montourtier                                        |
| Chapelle Saint-Martin de Montsûrs                                | Montsûrs                                                                        |                                                                                            | 48° 07′ 52″ nord, 0° 32′ 50″ ouest            | « PA00109568 »                                | Inscrit                                       | 1982                                          | Chapelle Saint-Martin de Montsûrs                                |
| Château des Ifs                                                  | Montsûrs                                                                        |                                                                                            | 48° 07′ 42″ nord, 0° 34′ 30″ ouest            | « PA53000011 »                                | Inscrit                                       | 1998                                          | Image manquante Téléverser                                       |
| Paradis aux Biques                                               | Montsûrs                                                                        |                                                                                            | 48° 08′ 01″ nord, 0° 33′ 09″ ouest            | « PA00109569 »                                | Inscrit                                       | 1925                                          | Paradis aux Biques                                               |
| Oppidum de Moulay                                                | Moulay                                                                          |                                                                                            | 48° 16′ 19″ nord, 0° 37′ 37″ ouest            | « PA00109570 »                                | Inscrit                                       | 1986                                          | Oppidum de Moulay                                                |
| Église Saint-Vigor de Neau                                       | Neau                                                                            |                                                                                            | 48° 09′ 19″ nord, 0° 28′ 30″ ouest            | « PA53000025 »                                | Inscrit                                       | 2007                                          | Église Saint-Vigor de Neau                                       |
| Château de la Lande de Niafles                                   | Niafles                                                                         |                                                                                            | 47° 51′ 01″ nord, 0° 59′ 43″ ouest            | « PA00109571 »                                | Inscrit                                       | 1987                                          | Image manquante Téléverser                                       |
| Château de Lancheneil                                            | Nuillé-sur-Vicoin                                                               |                                                                                            | 47° 59′ 04″ nord, 0° 46′ 33″ ouest            | « PA00109572 »                                | Inscrit                                       | 1927                                          | Château de Lancheneil                                            |
| Église de la Trinité de Nuillé-sur-Vicoin                        | Nuillé-sur-Vicoin                                                               |                                                                                            | 47° 59′ 11″ nord, 0° 46′ 58″ ouest            | « PA00109573 »                                | Inscrit                                       | 1986                                          | Église de la Trinité de Nuillé-sur-Vicoin                        |
| Chapelle et enceinte fortifiée de Loré                           | Oisseau                                                                         |                                                                                            | 48° 20′ 31″ nord, 0° 40′ 36″ ouest            | « PA53000026 »                                | Inscrit                                       | 2007                                          | Chapelle et enceinte fortifiée de Loré                           |
| Abbaye de Clermont                                               | Olivet (également sur la commune de La Brûlatte)                                |                                                                                            | 48° 05′ 53″ nord, 0° 56′ 02″ ouest            | « PA00109574 »                                | Classé Inscrit                                | 1957 1987 2022                                | Abbaye de Clermont                                               |
| Église Saint-Pierre de Parné-sur-Roc                             | Parné-sur-Roc                                                                   |                                                                                            | 48° 00′ 21″ nord, 0° 40′ 07″ ouest            | « PA00109575 »                                | Inscrit                                       | 1998                                          | Église Saint-Pierre de Parné-sur-Roc                             |
| Fours à chaux de Parné-sur-Roc                                   | Parné-sur-Roc                                                                   |                                                                                            | 48° 00′ 20″ nord, 0° 40′ 18″ ouest            | « PA00109576 »                                | Inscrit                                       | 1983                                          | Fours à chaux de Parné-sur-Roc                                   |
| Menhir de Saint-Civière                                          | Le Pas                                                                          | L'Angle d'Ici                                                                              | 48° 24′ 34″ nord, 0° 42′ 34″ ouest            | « PA00109577 »                                | Classé                                        | 1889                                          | Menhir de Saint-Civière                                          |
| Logis de la Girouardière                                         | Peuton                                                                          |                                                                                            | 47° 52′ 57″ nord, 0° 48′ 40″ ouest            | « PA53000019 »                                | Inscrit                                       | 2002                                          | Image manquante Téléverser                                       |
| Celle grandmontaine de Montguyon                                 | Placé                                                                           |                                                                                            | 48° 14′ 56″ nord, 0° 47′ 54″ ouest            | « PA00125649 »                                | Inscrit                                       | 1993                                          | Image manquante Téléverser                                       |
| Église Saint-Martin de Préaux                                    | Préaux                                                                          |                                                                                            | 47° 56′ 10″ nord, 0° 27′ 57″ ouest            | « PA53000016 »                                | Inscrit                                       | 2000                                          | Église Saint-Martin de Préaux                                    |
| Manoir de Ravigny                                                | Ravigny                                                                         |                                                                                            | 48° 26′ 39″ nord, 0° 03′ 52″ ouest            | « PA00109579 »                                | Inscrit                                       | 1975                                          | Manoir de Ravigny                                                |
| Château de Bois-du-Maine                                         | Rennes-en-Grenouilles                                                           |                                                                                            | 48° 29′ 50″ nord, 0° 31′ 04″ ouest            | « PA00109580 »                                | Inscrit                                       | 1967                                          | Château de Bois-du-Maine                                         |
| Abbaye de la Roë                                                 | La Roë                                                                          |                                                                                            | 47° 53′ 45″ nord, 1° 06′ 37″ ouest            | « PA00109581 »                                | Classé Inscrit                                | 1846 1974                                     | Abbaye de la Roë                                                 |
| Château du Puy                                                   | Ruillé-Froid-Fonds                                                              |                                                                                            | 47° 54′ 04″ nord, 0° 35′ 57″ ouest            | « PA00109582 »                                | Inscrit                                       | 1984 1988                                     | Château du Puy                                                   |
| Ensemble chaufournier des Brosses                                | Saint-Berthevin                                                                 |                                                                                            | 48° 04′ 21″ nord, 0° 50′ 19″ ouest            | « PA00109638 »                                | Inscrit                                       | 1989                                          | Ensemble chaufournier des Brosses                                |
| Abbaye de Bellebranche                                           | Saint-Brice                                                                     |                                                                                            | 47° 52′ 46″ nord, 0° 26′ 25″ ouest            | « PA00109583 »                                | Inscrit                                       | 1986                                          | Image manquante Téléverser                                       |
| Manoir de la Chesnelière                                         | Saint-Christophe-du-Luat                                                        |                                                                                            | 48° 09′ 01″ nord, 0° 27′ 06″ ouest            | « PA00109584 »                                | Inscrit                                       | 1927                                          | Manoir de la Chesnelière                                         |
| Motte féodale des Murailles                                      | Saint-Christophe-du-Luat                                                        |                                                                                            | 48° 08′ 39″ nord, 0° 30′ 00″ ouest            | « PA00109585 »                                | Inscrit                                       | 1984                                          | Image manquante Téléverser                                       |
| Château de Montecler                                             | Saint-Christophe-du-Luat également sur Châtres-la-Forêt                         |                                                                                            | 48° 07′ 37″ nord, 0° 25′ 47″ ouest            | « PA53000032 »                                | Inscrit                                       | 2011                                          | Château de Montecler                                             |
| Chapelle Saint-Martin de Villenglose                             | Saint-Denis-d'Anjou                                                             |                                                                                            | 47° 46′ 34″ nord, 0° 28′ 19″ ouest            | « PA00109586 »                                | Classé                                        | 1964                                          | Chapelle Saint-Martin de Villenglose                             |
| Église Saint-Denis de Saint-Denis-d'Anjou                        | Saint-Denis-d'Anjou                                                             |                                                                                            | 47° 47′ 28″ nord, 0° 26′ 33″ ouest            | « PA00109587 »                                | Classé                                        | 1931                                          | Église Saint-Denis de Saint-Denis-d'Anjou                        |
| Église Saint-Pierre de Varennes-Bourreau                         | Saint-Denis-d'Anjou                                                             |                                                                                            | 47° 46′ 32″ nord, 0° 22′ 43″ ouest            | « PA00109588 »                                | Classé                                        | 1964                                          | Église Saint-Pierre de Varennes-Bourreau                         |
| Halles de Saint-Denis-d'Anjou                                    | Saint-Denis-d'Anjou                                                             |                                                                                            | 47° 47′ 31″ nord, 0° 26′ 36″ ouest            | « PA00109589 »                                | Inscrit                                       | 1984                                          | Halles de Saint-Denis-d'Anjou                                    |
| Maison canoniale                                                 | Saint-Denis-d'Anjou                                                             |                                                                                            | 47° 47′ 27″ nord, 0° 26′ 32″ ouest            | « PA00109590 »                                | Classé                                        | 1923                                          | Maison canoniale                                                 |
| Château de Montflaux                                             | Saint-Denis-de-Gastines                                                         |                                                                                            | 48° 21′ 13″ nord, 0° 53′ 31″ ouest            | « PA00109591 »                                | Inscrit                                       | 1929                                          | Château de Montflaux                                             |
| Château du Coudray                                               | Saint-Denis-du-Maine                                                            |                                                                                            | 47° 58′ 59″ nord, 0° 30′ 11″ ouest            | « PA00109592 »                                | Inscrit                                       | 1985                                          | Image manquante Téléverser                                       |
| Église Saint-Denis de Saint-Denis-du-Maine                       | Saint-Denis-du-Maine                                                            |                                                                                            | 47° 57′ 54″ nord, 0° 31′ 35″ ouest            | « PA00109639 »                                | Inscrit                                       | 1989                                          | Église Saint-Denis de Saint-Denis-du-Maine                       |
| Château de la Pihoraye                                           | Saint-Ellier-du-Maine                                                           |                                                                                            | 48° 23′ 38″ nord, 1° 00′ 56″ ouest            | « PA00109578 »                                | Inscrit                                       | 1976                                          | Image manquante Téléverser                                       |
| Dolmen des Pierres Jumelles                                      | Sainte-Gemmes-le-Robert                                                         | Richebourg                                                                                 | 48° 12′ 31″ nord, 0° 24′ 11″ ouest            | « PA00109595 »                                | Inscrit                                       | 1984                                          | Image manquante Téléverser                                       |
| Manoir de Pierre Fontaine                                        | Sainte-Gemmes-le-Robert                                                         |                                                                                            | 48° 12′ 27″ nord, 0° 21′ 14″ ouest            | « PA00109596 »                                | Inscrit                                       | 1925                                          | Manoir de Pierre Fontaine                                        |
| Rubricaire                                                       | Sainte-Gemmes-le-Robert                                                         |                                                                                            | 48° 12′ 55″ nord, 0° 21′ 54″ ouest            | « PA00109594 »                                | Classé                                        | 1917                                          | Rubricaire                                                       |
| Camp de Beugy                                                    | Sainte-Suzanne-et-Chammes                                                       |                                                                                            | 48° 06′ 20″ nord, 0° 20′ 47″ ouest            | « PA00109609 »                                | Inscrit                                       | 1937                                          | Camp de Beugy                                                    |
| Château de Sainte-Suzanne                                        | Sainte-Suzanne-et-Chammes                                                       |                                                                                            | 48° 05′ 50″ nord, 0° 20′ 55″ ouest            | « PA00109610 »                                | Classé                                        | 1984                                          | Château de Sainte-Suzanne                                        |
| Dolmen des Erves                                                 | Sainte-Suzanne-et-Chammes                                                       | Aux Erves                                                                                  | 48° 07′ 01″ nord, 0° 19′ 53″ ouest            | « PA00109611 »                                | Classé                                        | 1889                                          | Dolmen des Erves                                                 |
| Remparts de Sainte-Suzanne                                       | Sainte-Suzanne-et-Chammes                                                       |                                                                                            | 48° 05′ 48″ nord, 0° 20′ 50″ ouest            | « PA00109612 »                                | Classé                                        | 1862                                          | Remparts de Sainte-Suzanne                                       |
| Château de la Maroutière                                         | Saint-Fort                                                                      |                                                                                            | 47° 48′ 18″ nord, 0° 42′ 06″ ouest            | « PA00109593 »                                | Inscrit                                       | 1978                                          | Image manquante Téléverser                                       |
| Abbaye de Fontaine-Daniel                                        | Saint-Georges-Buttavent                                                         |                                                                                            | 48° 16′ 40″ nord, 0° 40′ 22″ ouest            | « PA00109597 »                                | Inscrit                                       | 1927                                          | Image manquante Téléverser                                       |
| Château de Foulletorte                                           | Saint-Georges-sur-Erve                                                          |                                                                                            | 48° 10′ 31″ nord, 0° 16′ 21″ ouest            | « PA00109598 »                                | Inscrit Classé                                | 1929 1974                                     | Château de Foulletorte                                           |
| Pierre au Renard                                                 | Saint-Georges-sur-Erve                                                          | Bois de Crun                                                                               | 48° 10′ 41″ nord, 0° 20′ 14″ ouest            | « PA00109599 »                                | Classé                                        | 1976                                          | Image manquante Téléverser                                       |
| Manoir de Classé                                                 | Saint-Germain-de-Coulamer                                                       |                                                                                            | 48° 16′ 54″ nord, 0° 10′ 53″ ouest            | « PA53000030 »                                | Inscrit                                       | 2003                                          | Image manquante Téléverser                                       |
| Château du Fouilloux (XVIIIe siècle)                             | Saint-Germain-le-Fouilloux (également sur la commune de Saint-Jean-sur-Mayenne) |                                                                                            | 48° 08′ 44″ nord, 0° 46′ 53″ ouest            | « PA53000036 »                                | Inscrit                                       | 2016                                          | Image manquante Téléverser                                       |
| Site fortifié du Ménil-Barré                                     | Saint-Germain-le-Guillaume                                                      |                                                                                            | 48° 11′ 17″ nord, 0° 48′ 39″ ouest            | « PA53000009 »                                | Inscrit                                       | 1997                                          | Image manquante Téléverser                                       |
| Logis du Poirier                                                 | Saint-Hilaire-du-Maine                                                          |                                                                                            | 48° 13′ 18″ nord, 0° 56′ 06″ ouest            | « PA00109600 »                                | Inscrit                                       | 1985                                          | Image manquante Téléverser                                       |
| Oppidum du château Meignan                                       | Saint-Jean-sur-Mayenne                                                          |                                                                                            | 48° 08′ 38″ nord, 0° 45′ 15″ ouest            | « PA00109601 »                                | Classé Inscrit                                | 1984                                          | Oppidum du château Meignan                                       |
| Château du Fouilloux (XVIIIe siècle)                             | Saint-Jean-sur-Mayenne (également sur la commune de Saint-Germain-le-Fouilloux) |                                                                                            | 48° 08′ 44″ nord, 0° 46′ 53″ ouest            | « PA53000036 »                                | Inscrit                                       | 2016                                          | Image manquante Téléverser                                       |
| Château de Noirieux                                              | Saint-Laurent-des-Mortiers                                                      |                                                                                            | 47° 47′ 06″ nord, 0° 32′ 36″ ouest            | « PA00109640 »                                | Inscrit                                       | 1990                                          | Château de Noirieux                                              |
| Logis seigneurial de la Juquaise                                 | Saint-Laurent-des-Mortiers                                                      |                                                                                            | 47° 47′ 06″ nord, 0° 33′ 09″ ouest            | « PA00125650 »                                | Inscrit                                       | 1993                                          | Image manquante Téléverser                                       |
| Camp de Gènes                                                    | Saint-Loup-du-Gast                                                              | Moulin du Gènes                                                                            | 48° 23′ 19″ nord, 0° 36′ 22″ ouest            | « PA00109602 »                                | Inscrit                                       | 1984                                          | Image manquante Téléverser                                       |
| Prieuré Saint-Médard de la Futaie                                | Saint-Mars-sur-la-Futaie                                                        |                                                                                            | 48° 24′ 57″ nord, 1° 00′ 49″ ouest            | « PA00109603 »                                | Inscrit                                       | 1988                                          | Prieuré Saint-Médard de la Futaie                                |
| Église de Saint-Martin-de-Connée                                 | Saint-Martin-de-Connée                                                          |                                                                                            | 48° 12′ 50″ nord, 0° 13′ 03″ ouest            | « PA00109604 »                                | Classé                                        | 1969                                          | Église de Saint-Martin-de-Connée                                 |
| Église de Saint-Martin-du-Limet                                  | Saint-Martin-du-Limet                                                           |                                                                                            | 47° 48′ 57″ nord, 1° 01′ 16″ ouest            | « PA00109654 »                                | Inscrit                                       | 1992                                          | Église de Saint-Martin-du-Limet                                  |
| Logis de la Joubardière                                          | Saint-Martin-du-Limet                                                           |                                                                                            | 47° 48′ 45″ nord, 1° 00′ 41″ ouest            | « PA00109651 »                                | Classé                                        | 1997                                          | Logis de la Joubardière                                          |
| Château de la Roche-Pichemer                                     | Saint-Ouën-des-Vallons                                                          |                                                                                            | 48° 09′ 59″ nord, 0° 32′ 10″ ouest            | « PA00109605 »                                | Classé Inscrit                                | 1973                                          | Château de la Roche-Pichemer                                     |
| Manoir des Pins                                                  | Saint-Pierre-sur-Erve                                                           |                                                                                            | 48° 01′ 02″ nord, 0° 23′ 01″ ouest            | « PA53000014 »                                | Inscrit                                       | 1999                                          | Image manquante Téléverser                                       |
| Château du Plessis-Bochard                                       | Saint-Pierre-des-Nids                                                           |                                                                                            | 48° 23′ 35″ nord, 0° 04′ 27″ ouest            | « PA53000003 »                                | Inscrit                                       | 1996                                          | Image manquante Téléverser                                       |
| Pierre au Diable                                                 | Saint-Pierre-des-Nids                                                           | Les Prés de la Poupinière                                                                  | 48° 23′ 23″ nord, 0° 08′ 50″ ouest            | « PA00109606 »                                | Classé                                        | 1978                                          | Pierre au Diable                                                 |
| Château des Bois                                                 | Saint-Pierre-sur-Orthe                                                          |                                                                                            | 48° 12′ 35″ nord, 0° 11′ 11″ ouest            | « PA53000038 »                                | Inscrit                                       | 2018                                          | Image manquante Téléverser                                       |
| Château de Mortiercrolles                                        | Saint-Quentin-les-Anges                                                         |                                                                                            | 47° 45′ 59″ nord, 0° 52′ 34″ ouest            | « PA00109607 »                                | Classé                                        | 1924                                          | Château de Mortiercrolles                                        |
| Pierre de l'Horloge                                              | Saint-Saturnin-du-Limet                                                         | Le Pré de la Pierre                                                                        | 47° 48′ 00″ nord, 1° 02′ 52″ ouest            | « PA00109608 »                                | Inscrit                                       | 1953                                          | Pierre de l'Horloge                                              |
| Château de la Rongère                                            | Saint-Sulpice                                                                   |                                                                                            | 47° 54′ 30″ nord, 0° 43′ 00″ ouest            | « PA00109646 »                                | Inscrit Classé                                | 1991                                          | Image manquante Téléverser                                       |
| Allée couverte des Bonnes Dames                                  | Saint-Thomas-de-Courceriers                                                     |                                                                                            | 48° 15′ 36″ nord, 0° 16′ 26″ ouest            | « PA00109613 »                                | Inscrit                                       | 1988                                          | Allée couverte des Bonnes Dames                                  |
| Château de Courceriers                                           | Saint-Thomas-de-Courceriers                                                     |                                                                                            | 48° 16′ 18″ nord, 0° 15′ 12″ ouest            | « PA00109614 »                                | Inscrit                                       | 1987                                          | Château de Courceriers                                           |
| Menhir de la Petite Thébauderie                                  | Saint-Thomas-de-Courceriers                                                     | La Petite Thébauderie                                                                      | 48° 15′ 00″ nord, 0° 17′ 33″ ouest            | « PA00109615 »                                | Classé                                        | 1976                                          | Menhir de la Petite Thébauderie                                  |
| Pierre longue de Lèverie                                         | Saint-Thomas-de-Courceriers                                                     |                                                                                            | 48° 15′ 25″ nord, 0° 17′ 33″ ouest            | « PA00109652 »                                | Inscrit                                       | 1990                                          | Image manquante Téléverser                                       |
| Château de la Croisnière                                         | Saulges                                                                         |                                                                                            | 47° 59′ 00″ nord, 0° 25′ 27″ ouest            | « PA00109616 »                                | Inscrit                                       | 1935                                          | Château de la Croisnière                                         |
| Château de Soulgé                                                | Saulges                                                                         |                                                                                            | 47° 59′ 50″ nord, 0° 25′ 52″ ouest            | « PA00109617 »                                | Inscrit                                       | 1988                                          | Image manquante Téléverser                                       |
| Église Saint-Pierre de Saulges                                   | Saulges                                                                         |                                                                                            | 47° 58′ 58″ nord, 0° 24′ 22″ ouest            | « PA00109618 »                                | Inscrit                                       | 1984                                          | Église Saint-Pierre de Saulges                                   |
| Moulin de Thévalles                                              | Saulges, Chémeré-le-Roi                                                         |                                                                                            | 47° 58′ 14″ nord, 0° 25′ 02″ ouest            | « PA53000015 »                                | Inscrit                                       | 1999                                          | Moulin de Thévalles                                              |
| Château de Senonnes                                              | Senonnes                                                                        | Rue Jean Boby                                                                              | 47° 47′ 55″ nord, 1° 12′ 09″ ouest            | « PA00109619 »                                | Classé                                        | 1988                                          | Château de Senonnes                                              |
| Église Saint-Martin de Nuillé                                    | Soulgé-sur-Ouette                                                               |                                                                                            | 48° 03′ 33″ nord, 0° 31′ 45″ ouest            | « PA53000010 »                                | Inscrit                                       | 1997                                          | Église Saint-Martin de Nuillé                                    |
| Logis-hébergement du Haut-Rocher                                 | Soulgé-sur-Ouette                                                               |                                                                                            | 48° 03′ 33″ nord, 0° 31′ 31″ ouest            | « PA00109641 »                                | Inscrit                                       | 1989                                          | Image manquante Téléverser                                       |
| Grotte Margot                                                    | Thorigné-en-Charnie                                                             |                                                                                            | 47° 59′ 34″ nord, 0° 24′ 03″ ouest            | « PA00109620 »                                | Classé                                        | 1926                                          | Grotte Margot                                                    |
| Grotte Mayenne-Sciences                                          | Thorigné-en-Charnie                                                             | La Cité                                                                                    | 47° 59′ 29″ nord, 0° 24′ 15″ ouest            | « PA00109621 »                                | Classé                                        | 1970                                          | Grotte Mayenne-Sciences                                          |
| Château de Chantepie                                             | Thubœuf                                                                         |                                                                                            | 48° 30′ 40″ nord, 0° 26′ 14″ ouest            | « PA00109622 »                                | Inscrit                                       | 1986                                          | Château de Chantepie                                             |
| Manoir de Longue Fougère                                         | Torcé-Viviers-en-Charnie                                                        |                                                                                            | 48° 07′ 54″ nord, 0° 15′ 39″ ouest            | « PA00109623 »                                | Inscrit                                       | 1985                                          | Image manquante Téléverser                                       |
| Manoir d'Aubigné                                                 | Vaiges                                                                          |                                                                                            | 48° 03′ 17″ nord, 0° 27′ 38″ ouest            | « PA00109624 »                                | Inscrit                                       | 1985                                          | Manoir d'Aubigné                                                 |
| Dolmen de la Crête                                               | Vautorte                                                                        |                                                                                            | 48° 17′ 36″ nord, 0° 47′ 54″ ouest            | « PA00109642 »                                | Classé                                        | 1990                                          | Dolmen de la Crête                                               |
| Clocher de l'ancienne église Saint-Georges de Villaines-la-Juhel | Villaines-la-Juhel                                                              |                                                                                            | 48° 20′ 31″ nord, 0° 17′ 00″ ouest            | « PA00109625 »                                | Inscrit                                       | 1962                                          | Clocher de l'ancienne église Saint-Georges de Villaines-la-Juhel |
| Dolmen des Îles                                                  | Voutré                                                                          | Béziet                                                                                     | 48° 06′ 59″ nord, 0° 19′ 31″ ouest            | « PA00109626 »                                | Classé                                        | 1978                                          | Dolmen des Îles                                                  |